# Estelle Balet
Estelle Balet (19 de dezembro de 1994 – 19 de abril de 2016) foi uma snowboarder suíça.

## Carreira
Balet começou a esquiar no início de sua infância. Aos dez anos, ela transitou do esqui para snowboard.  Após ter completado o qualificador Freeride World, ela entrou no Freeride World Tour aos dezoito anos. Balet se especializou nas manobras switch, frontside 180, frontside 360 e grind.  Em 2015 Balet tornou-se a mais jovem campeã do Freeride World Tour, ao vencer o evento snowboarding para mulheres. Em 2016 ela repetiu o resultado, tornando-se bicampeã mundial. 

## Morte
Balet morreu em 19 de abril de 2016 em uma avalanche em Orsières.  Ela estava filmando uma sequência de snowboard para um filme chamado Exploring the Known, em Le Portalet no sudoeste da Suíça. Apesar da ação rápida dos serviços de emergência, ela morreu devido aos ferimentos. 